# International Transport Forum

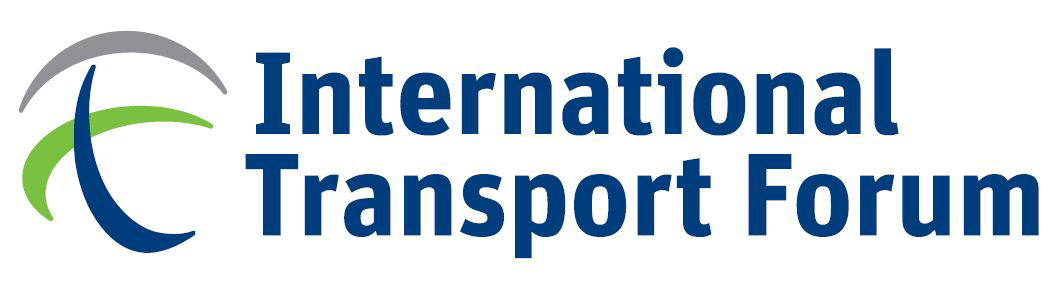
Logo des ITF

Das International Transport Forum (ITF; deutsch Weltverkehrsforum) ist eine intergouvernementale (zwischenstaatliche) Organisation mit 69 Mitgliedsstaaten (Stand: 2024) für Verkehrspolitik. Die Organisation mit Sitz in Paris ist die einzige globale zwischenschaftliche Körperschaft, die ein Mandat für alle Verkehrsträger hat.
Es ist organisatorisch an die OECD angegliedert, in seiner Governance aber autonom. Das ITF versteht sich als verkehrspolitischer Thinktank und weltweite Kommunikationsplattform des Verkehrswesens. Das ITF richtet den jährlichen Weltgipfel der Verkehrsminister aus, der seit 2008 in Leipzig stattfindet und als „Davos des Verkehrs“ bezeichnet worden ist. Als neutrale Vermittlungsinstitution will es nach eigenen Angaben den Dialog zwischen Regierungsvertretern und Stakeholdern (Interessenvertretern) aus Wirtschaft, Forschung und Gesellschaft fördern. Als Leitwerte gibt das ITF Transparenz und öffentliche Zugänglichkeit an; das Motto der Organisation ist „Global dialogue for better Transport“ („Weltweiter Dialog für besseren Verkehr“). 

## Mitglieder

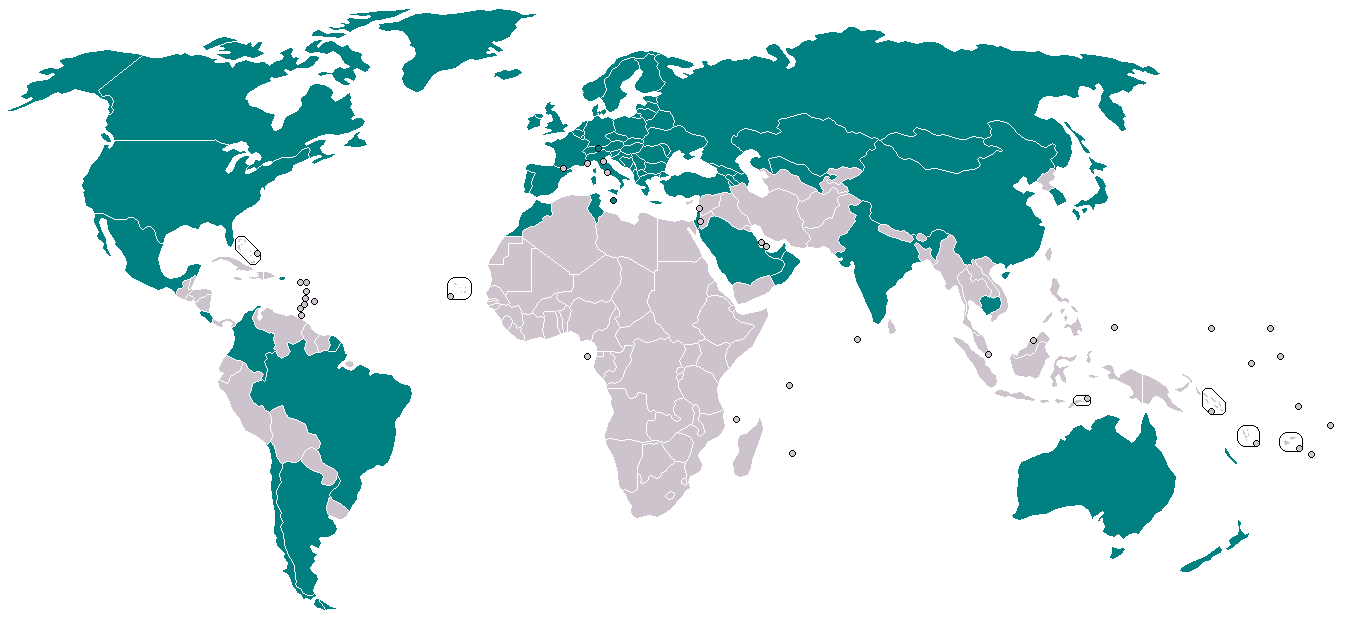
Mitglieder des ITF (2023)

| - Albanien - Argentinien - Armenien - Aserbaidschan - Australien - Brasilien - Belgien - Bosnien und Herzegowina - Bulgarien - Chile - Costa Rica - Dänemark - Deutschland - Estland - Finnland - Frankreich - Georgien - Griechenland | - Indien - Irland - Island - Israel - Italien - Japan - Kasachstan - Kambodscha - Kanada - Kolumbien - Kroatien - Lettland - Liechtenstein - Litauen - Luxemburg - Malta - Marokko - Mexiko | - Moldau - Mongolei - Montenegro - Niederlande - Neuseeland - Nordmazedonien - Norwegen - Österreich - Polen - Portugal - Rumänien - Russland - Schweden - Schweiz - Serbien - Slowakei - Slowenien - Spanien | - Südkorea - Tschechien - Tunesien - Türkei - Ungarn - Ukraine - Usbekistan - Vereinigtes Königreich - Vereinigte Arabische Emirate - Vereinigte Staaten - Volksrepublik China - Belarus |

## Arbeitsweise
Ziel des Weltverkehrsforums ist die Förderung von Konsensbildung und Kooperation zwischen Wirtschaft, Wissenschaft, Öffentlichkeit und Politik bei der Gestaltung verkehrspolitischer Trends und Strategien. Die Forschungsabteilung (bis Ende 2016 als Joint Transport Research Centre, JTRC, von OECD und ITF gemeinsam getragen, seither unter der Ägide des ITF) liefert die wissenschaftlichen Grundlagen für diesen Vermittlungsprozess.
Das Sekretariat des ITF befindet sich in Paris und  ist für die Umsetzung des Arbeitsplans verantwortlich. Es besteht aus den Abteilungen Forschung und Politikfeldanalyse, Statistik und Modelle, Gipfel und institutionelle Beziehungen, Kommunikation sowie Verwaltungsaufgaben. Es beschäftigt zur Zeit gut 60 Mitarbeiter (Stand: Juni 2017) und wird vom Generalsekretär geleitete, der von den Verkehrsministern der Mitgliedsstaaten gewählt wird. Am 1. Juni 2017 wählten diese den Koreaner Young Tae Kim zum Nachfolger des Portugiesen José Manuel Viegas, der das Amt seit 2012 innehatte.
Anfang 2017 prognostizierte die ITF in seinem „Transport Outlook“, dass die CO2-Emissionen des weltweiten Verkehrssektors bis 2050 bestenfalls gleich bleiben werden. Falls sich der Trend jedoch unverändert fortsetzt, würden die Treibhausgase aus dem Verkehrssektor um 160 % wachsen.

## Aufbau
Der Aufbau des ITF orientiert sich an Flexibilität, Effektivität und politischer Ansprechbarkeit bei gleichzeitiger Einhaltung von Qualitäts- und Sachdienlichkeitsstandards. Als Nachfolgeorganisation der 1953 gegründeten Europäischen Konferenz der Verkehrsminister (Europäische Verkehrsministerkonferenz) entstand das ITF im Jahr 2006. Durch die Umwandlung der ECMT von einer primär europäischen Institution in ein „globales Forum“, die Schaffung von Partizipationsmöglichkeiten für unterschiedliche Stakeholder und die Öffnung für die interessierte Öffentlichkeit entwickelte sich das ITF zu einer Kommunikationsplattform für alle Aspekte von Verkehr, Logistik und Mobilität.
Ein aus Vertretern der Mitgliedsstaaten zusammengesetztes Transport Management Board (TMB) legt die strategische Ausrichtung der Arbeit des ITF fest. Der Vorsitz des Forums wird nach dem Rotationsprinzip von einem Minister der Mitgliedsstaaten übernommen. Weitere Mitglieder können durch einstimmigen Beschluss aufgenommen werden. Beitrittsgespräche werden derzeit mit Brasilien geführt.
Rechtlich gesehen ist das ITF eine zwischenstaatliche Organisation. Ähnlich der Internationalen Energieagentur ist das ITF bei der OECD angesiedelt. Seine Statuten (insbesondere zu Entscheidungsmodalitäten und Finanzfragen) basieren auf den Protokollen der ECMT. Finanziert wird das Forum durch seine Mitgliedsstaaten.
Es bestehen institutionelle Verbindungen mit der Europäischen Kommission, der UN-Wirtschaftskommission für Europa (UNECE) und der Internationalen Energieagentur (IEA). Das Forum arbeitet außerdem mit der Internationalen Seeschifffahrts-Organisation (IMO) und der Internationalen Zivilluftfahrtorganisation (ICAO) zusammen. Darüber hinaus unterhält es ein Monitoring-System zur Verfolgung wichtiger Entwicklungen im internationalen Verkehrswesen. Das ITF veröffentlichte bisher mehr als 200 technische und strategisch-politische Publikationen zu den Themen Sektoranalyse, Wirtschaftsforschung, Verkehrsstatistiken, Verkehrsrecht und Methodenhandbücher.

## Kritik
Anlässlich des International Transport Forum 2016 veröffentlichten die Dienstleistungsgewerkschaft ver.di und die Natur- und Umweltschutzorganisationen BUND, NABU und WWF eine gemeinsame Erklärung, in der sie die Entwicklung der Größe von Containerschiffen kritisierten. Sie belaste „öffentliche Kassen, Umwelt und sozialen Ausgleich“. Die Organisationen warfen dem ITF bzw. dessen Vertretern eine einseitige Politik zugunsten der Reeder vor, die dem Gemeinwohl schade.